# San Biagio (Finale Ligure)

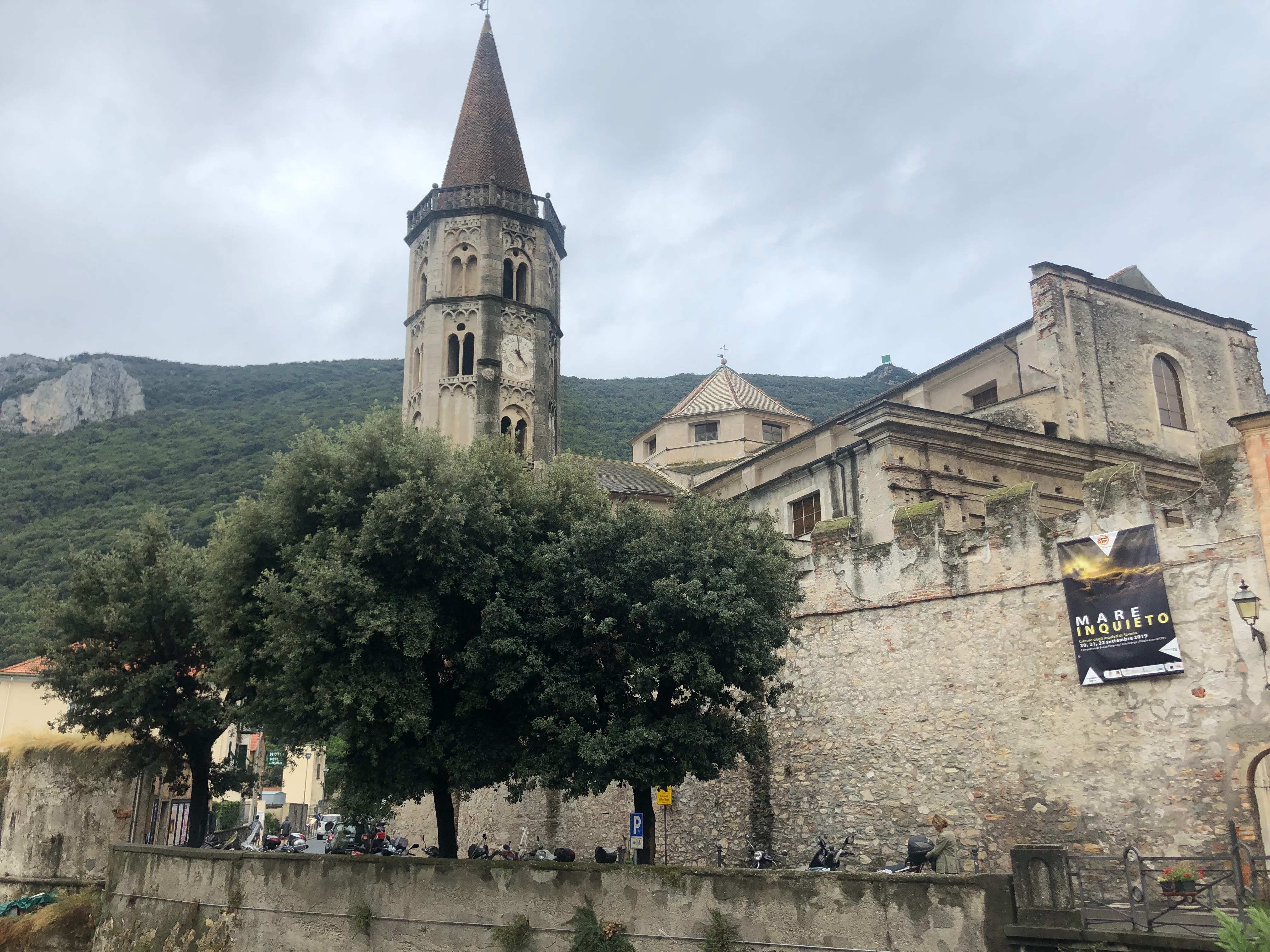
Basilika San Biagio

Die Basilika San Biagio ist eine römisch-katholische Kirche im Stadtteil Finalborgo von Finale Ligure in der italienischen Region Ligurien. Die Stifts- und Pfarrkirche des Bistums Savona-Noli hat den Rang einer Basilica minor. Die barocke Kirche wurde Mitte des 17. Jahrhunderts an der Stelle einer gotischen Vorgängerkirche errichtet.

## Geschichte
Die erste Erwähnung einer Kirche am Ort stammt von 1261, sie stand auf der anderen Bachseite. Von dem angeschlossenen Hospiz sind keine Baureste mehr erkennbar. In den Jahren 1372 bis 1375 wurde innerhalb der Stadtmauern von Finalborgo eine gotische Kirche errichtet. Diese wurde Ende des 16. Jahrhunderts bei der zweiten Invasion der Markgrafschaft Finale durch die Republik Genua beschädigt. Zum Bau einer größeren Kirche wurde sie Mitte des 17. Jahrhunderts fast vollständig abgerissen. Die neue barocke Kirche erhielt eine um 90 Grad gedrehte Orientierung. Die Apsis und die Apsidenkapellen der Kirche aus dem 14. Jahrhundert sind in dem kurzen Zwischenraum zwischen dem Gebäude aus dem 17. Jahrhundert und der Stadtmauer teilweise erhalten geblieben.
Die neue Kirche, die zwischen 1633 und 1659 nach einem Entwurf des Architekten Andrea Storace errichtet wurde, hat den Grundriss eines lateinischen Kreuzes und ist als dreischiffige Basilika mit einer Vierungskuppel gekrönt. Erhalten blieb der ursprüngliche und charakteristische achteckige Glockenturm mit schmalen Biforien, der auf einem bereits bestehenden Wehrturm aus der Zeit vor 1452 steht. Die Fassade blieb unvollendet und schlicht, ohne jeden besonderen Stil. Die Ausstattung dauerte bis in die 1860er Jahre an.
Im April 1949 wurde die San Biagio von Papst Pius XII. in den Rang einer Basilika minor erhoben.

## Beschreibung

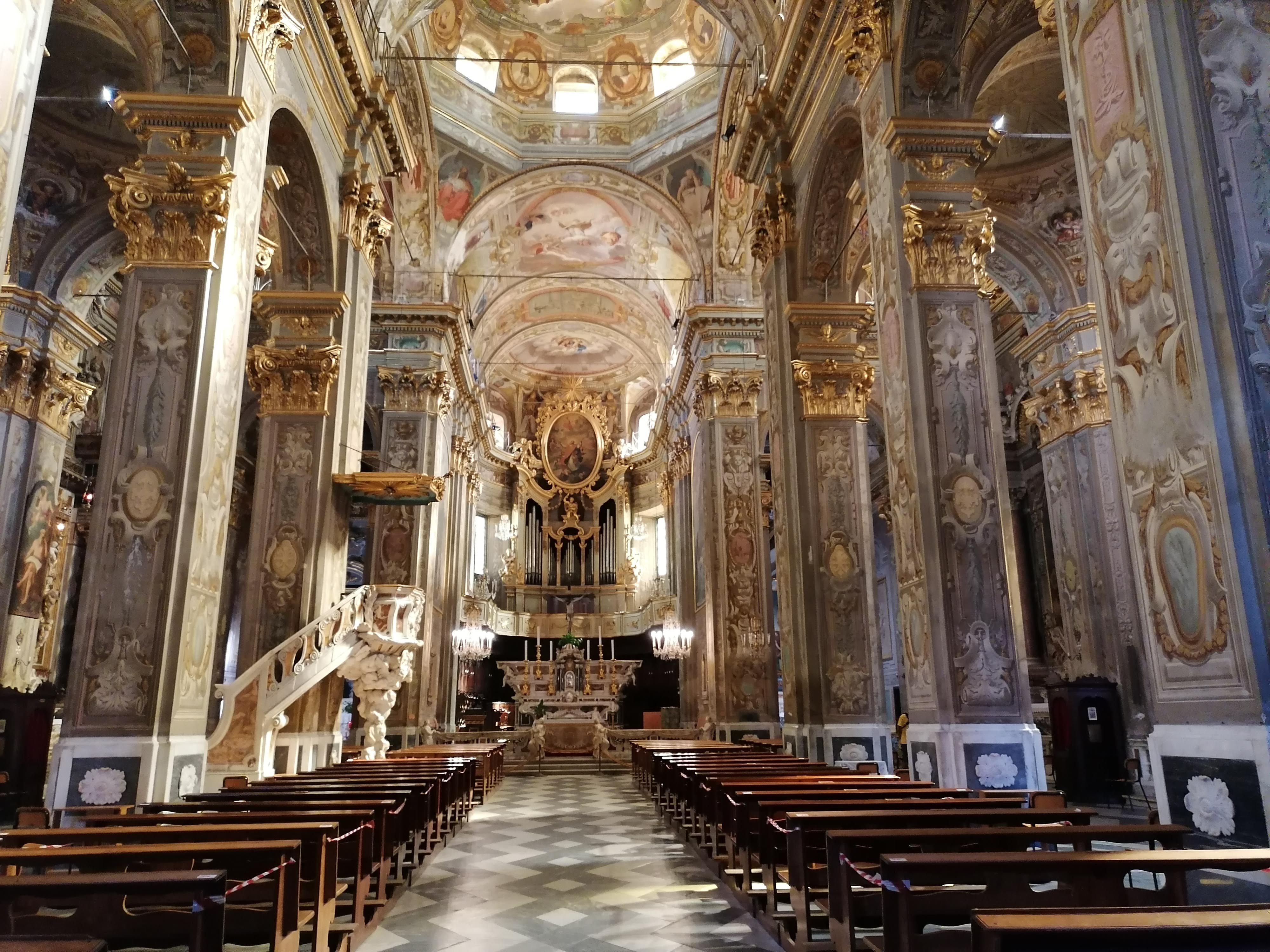
Innenraum

Die neue Kirche wurde mit Gemälden und Statuen aus der Barock- und Rokokozeit ausgestattet. Ein Großteil der heutigen Einrichtung stammt jedoch aus dem von der der Familie Del Carretto geförderten Kloster Santa Caterina, das zunächst von Napoleon Bonaparte während der Ligurischen Republik und dann von der italienischen Regierung (1864) für zivile Zwecke beschlagnahmt wurde. Später wurden die Wände freskiert, durch die Maler Francesco Semino und Domenico Buscaglia wurden im Jahr 1878 die Fresken an der Kuppel und am Chorgewölbe geschaffen, 1911 folgten die Fresken an den Deckengewölben von Luigi Gainotti und Antonio Bertolotto.
Der Hochaltar wurde 1799 von Girolamo Bocciardo geschaffen. Die berühmte Besonderheit dieses Altars ist das Tischtuch, das wie ein besticktes Tuch aussieht, aber in Wirklichkeit aus Marmor geschnitzt wurde. Dessen Vater Pasquale Bocciardo wird die kuriose und phantasievolle Marmorkanzel von 1765 zugeschrieben. Die Seitenschiffe sind mit weiteren Altären reich ausgestattet.
Bereits in den 1720er Jahren wurde der aus Finale Ligure stammende Maler Pier Lorenzo Spoleti (1682–1729) mit einigen Gemälden für die Basilika beauftragt, darunter auch die beiden großformatigen Kopien nach Raffaels Transfiguration und Peter Paul Rubens’  Modello der Himmelfahrt Mariä, die sich an den Seitenwänden des Presbyteriums befinden.